# 589 Хорватія
589 Хорва́тія (589 Croatia) — астероїд головного поясу, відкритий 3 березня 1906 року Августом Копфом у Гейдельберзі.
Тіссеранів параметр щодо Юпітера — 3,184.